# Kinh tế Hàn Quốc
Kinh tế Hàn Quốc là một nền kinh tế hỗn hợp phát triển cao được đặc trưng bởi những tập đoàn sở hữu bởi các gia đình giàu có được gọi là Chaebol. Hàn Quốc là nền kinh tế lớn thứ 4 ở châu Á và thứ 10 thế giới theo GDP danh nghĩa. Đây là quốc gia nổi tiếng được nhiều người biết đến bởi tốc độ phát triển kinh tế thần kỳ từ một trong những nước nghèo nhất thế giới trở thành nước phát triển có thu nhập cao chỉ qua vài thế hệ. Sự phát triển vượt bậc này được ví như là Kỳ tích sông Hán khi nó đã đưa Hàn Quốc sánh ngang với các quốc gia trong OECD và G20. Cho đến nay Hàn Quốc vẫn là một trong những quốc gia phát triển có tốc độ tăng trưởng nhanh nhất thế giới kể từ sau cuộc Đại suy thoái.
Nhờ có một hệ thống giáo dục nghiêm ngặt giúp Hàn Quốc sở hữu một nhóm dân cư có học thức và năng động là nguyên nhân chủ yếu thúc đẩy sự bùng nổ của các ngành công nghệ cao đồng thời phát triển kinh tế nhanh chóng. Hàn Quốc là nước hầu như không có tài nguyên thiên nhiên cùng với mật độ dân số cao đã cản trở sự gia tăng dân số liên tục cũng như sự hình thành một thị trường nội địa lớn. Để giải quyết được những hạn chế này, Hàn Quốc đã điều chỉnh chiến lược kinh tế hướng tới xuất khẩu. Năm 2019, Hàn Quốc là nước xuất khẩu lớn thứ 8 và cũng là nước nhập khẩu lớn thứ 8 trên thế giới. Ngân hàng Trung ương Hàn Quốc và Viện Nghiên cứu Phát triển Hàn Quốc chịu trách nhiệm công bố định kỳ các chỉ số quan trọng và xu hướng của nền kinh tế nước này.
Các tổ chức tài chính nổi tiếng như Quỹ Tiền tệ Quốc tế đã đánh giá cao khả năng phục hồi của nền kinh tế Hàn Quốc trước các cuộc khủng hoảng kinh tế khác nhau. Họ viện dẫn những lợi thế kinh tế của nước này chính là lý do cho khả năng phục hồi bao gồm nợ công thấp và nguồn dự trữ tài khóa cao có thể nhanh chóng được huy động để giải quyết bất kỳ trường hợp khẩn cấp tài chính nào đã được dự đoán. Các tổ chức tài chính khác như Ngân hàng Thế giới đã mô tả Hàn Quốc là một trong những nền kinh tế lớn phát triển nhanh nhất trong thế hệ tiếp theo cùng với nhóm BRICS và Indonesia. Hàn Quốc là một trong số ít các quốc gia phát triển có thể tránh được sự suy thoái trong thời kỳ Đại suy thoái. Tốc độ tăng trưởng kinh tế của nước này từng đạt 6,2% trong năm 2010, đây là một sự phục hồi mạnh mẽ so với năm 2008 và 2009 khi mà tốc độ tăng trưởng kinh tế chỉ lần lượt là 2,3% và 0,2% trong suốt thời kỳ Đại suy thoái. Nền kinh tế Hàn Quốc dần phục hồi trở lại với mức thặng dư tài khoản vãng lai kỷ lục 70,7 tỷ USD vào cuối năm 2013, tăng 47% so với năm 2012. Mức tăng trưởng này trái ngược hoàn toàn với những bất ổn kinh tế đang diễn ra trên toàn cầu. Điều này chủ yếu có được là nhờ việc quốc gia này đã tăng cường xuất khẩu các sản phẩm công nghệ cao.
Bất chấp tiềm năng tăng trưởng cao của nền kinh tế Hàn Quốc với sự ổn định về mặt cấu trúc một cách rõ ràng, nước này vẫn gặp phải những thiệt hại liên tiếp về xếp hạng tín nhiệm trên thị trường chứng khoán do sự hiếu chiến của Bắc Triều Tiên trong thời kỳ mâu thuẫn quân sự sâu sắc. Sự hiếu chiến tái diễn có tác động tiêu cực đến thị trường tài chính Hàn Quốc. Ngoài ra, sự thống trị của các Chaebol khiến nhiều người Hàn Quốc sợ rằng các tập đoàn này sẽ không ngừng tham nhũng và nâng tầm ảnh hưởng của mình đến hệ thống chính trị. Sự thống trị này khó có thể kéo dài và gây ra nguy cơ làm chậm quá trình chuyển đổi của nền kinh tế Hàn Quốc vì lợi ích của các thế hệ tương lai.

## Lịch sử

### Tổng quan

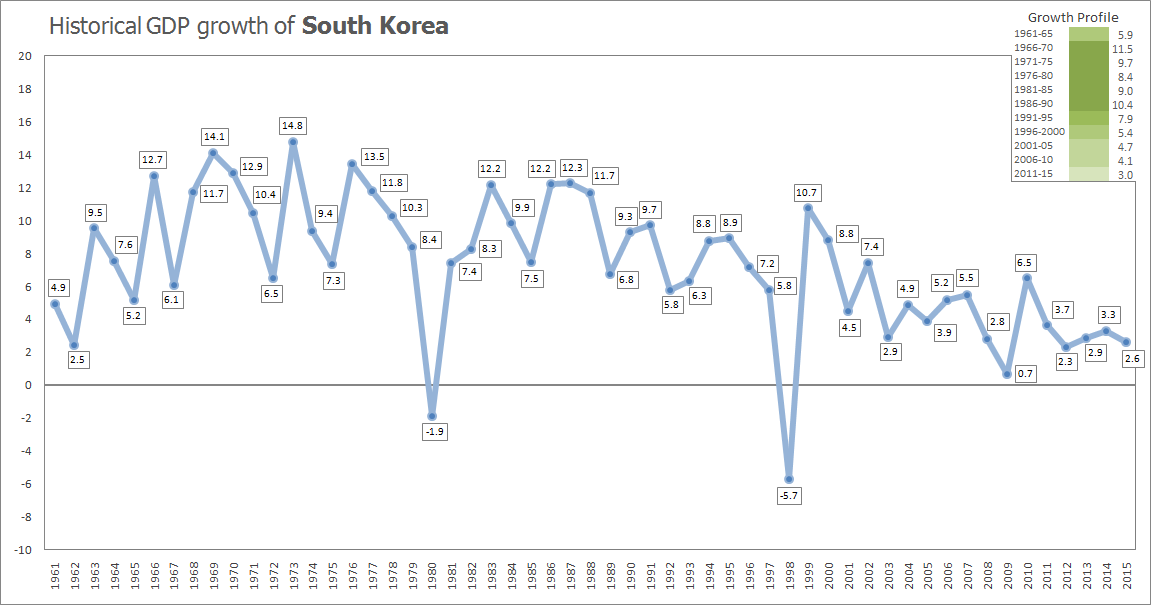
Lịch sử tăng trưởng kinh tế Hàn Quốc từ năm 1961 đến năm 2015

Sau khi chiến tranh Triều Tiên kết thúc, Hàn Quốc vẫn là một trong những quốc gia nghèo nhất thế giới trong vòng hơn một thập kỷ. Năm 1960, tổng sản phẩm quốc nội bình quân đầu người của nước này chỉ là 79 đô la. Sự phát triển mạnh mẽ của ngành công nghiệp chính là động lực chính để thúc đẩy nền kinh tế nước nhà đi lên. Năm 1986, ngành sản xuất chiếm khoảng 30% tổng sản phẩm quốc nội (GDP) và sử dụng 25% lực lượng lao động. Hưởng lợi từ sự khuyến khích mạnh mẽ của nhà nước và viện trợ nước ngoài, các công ty công nghiệp ở Seoul đã nhanh chóng đưa công nghệ hiện đại vào các cơ sở sản xuất cũ và mới giúp tăng cường sản xuất hàng hóa - đặc biệt là hàng hóa để bán ở thị trường nước ngoài - và thu lại số tiền thu được để mở rộng ngành công nghiệp hơn nữa. Kết quả là ngành công nghiệp đã hoàn toàn làm thay đổi bộ mặt của đất nước, thu hút hàng triệu lao động đến các trung tâm sản xuất đô thị.
Nền kinh tế Hàn Quốc suy thoái vào năm 1989 do đơn đặt hàng từ nước ngoài giảm mạnh dẫn đến xuất khẩu đình trệ, điều này đã gây ra mối lo ngại sâu sắc cho ngành công nghiệp. Các nhà phân tích thuộc Bộ Thương mại và Công nghiệp cho rằng hoạt động xuất khẩu kém là do các vấn đề cơ cấu trong nền kinh tế quốc gia, bao gồm việc đồng won quá mạnh khiến chi phí nhân công tăng cao khiến các cuộc đình công diễn ra thường xuyên và lãi suất cao. Kết quả là sự gia tăng của hàng tồn kho cũng như việc một số nhà sản xuất điện tử, ô tô, dệt may và một số công ty sản xuất phụ tùng quan trọng phải cắt giảm quy mô một cách nghiêm trọng. Các hệ thống tự động hóa của nhà máy được giới thiệu để giảm sự phụ thuộc vào lao động, giúp tăng năng suất mà không cần sử dụng nhiều lao động và nâng cao khả năng cạnh tranh. Người ta ước tính rằng hơn hai phần ba các nhà sản xuất của Hàn Quốc đã chi hơn một nửa số tiền có sẵn để đầu tư vào cơ sở vật chất và hệ thống tự động hóa.

### Những năm 1960 và 1980

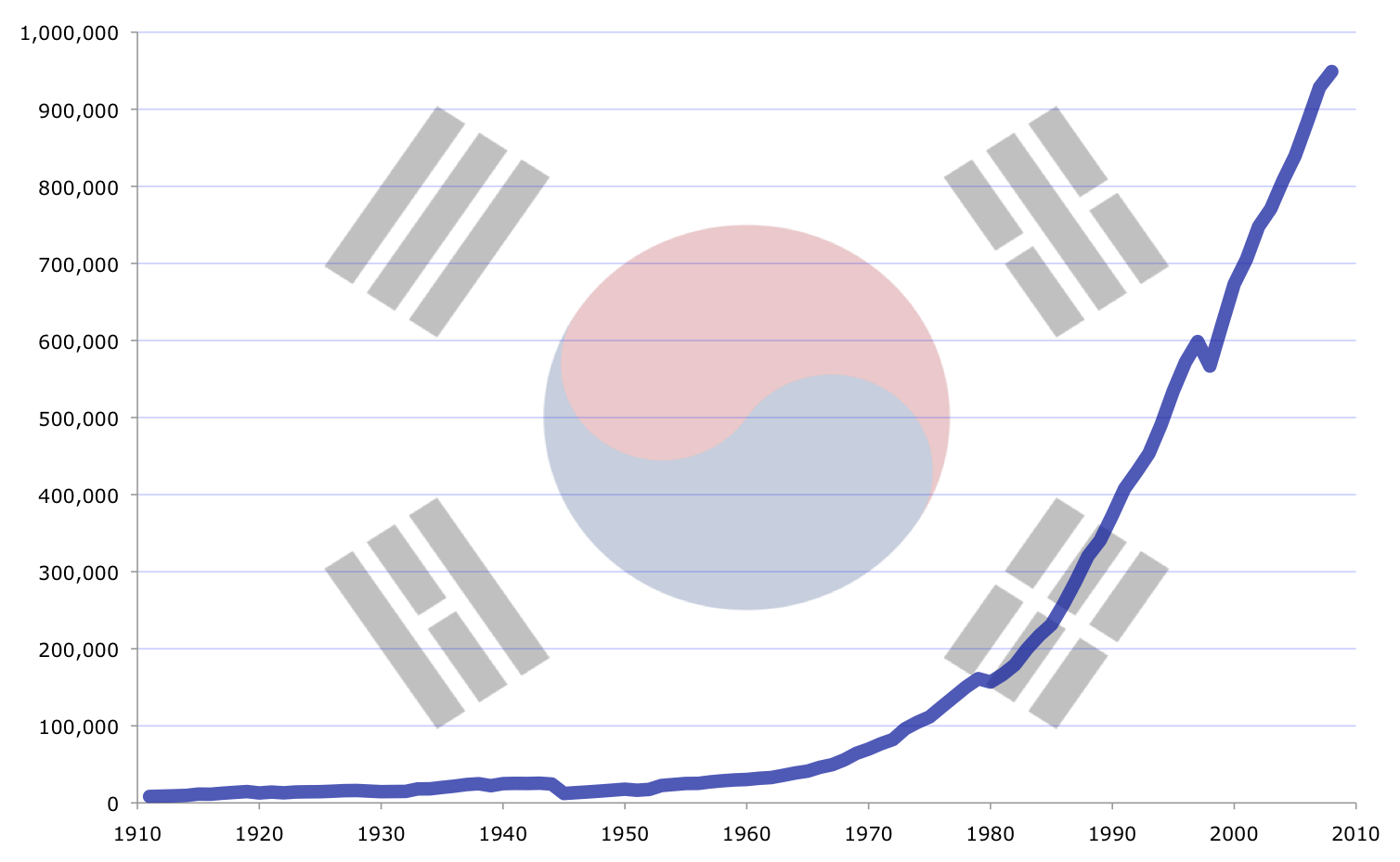
Tăng trưởng GDP (PPP) của Hàn Quốc từ năm 1911-2008

Nền kinh tế Hàn Quốc so với Bắc Triều Tiên theo thước đo GDP bình quân đầu người. Bắc Triều Tiên bắt đầu mất đi tính cạnh tranh về kinh tế so với Hàn Quốc sau khi nước này áp dụng Tư tưởng Chủ thể vào năm 1974

Với cuộc đảo chính của tướng Park Chung-hee vào năm 1961, một chính sách kinh tế bảo hộ đã được đưa ra nhằm thúc đẩy một giai cấp tư sản phát triển dưới cái bóng của Nhà nước để kích hoạt lại thị trường nội địa. Để thúc đẩy sự phát triển, chính sách công nghiệp hóa theo hướng xuất khẩu đã được áp dụng, chính sách chú trọng việc ngừng nhập khẩu hàng hóa từ nước ngoài trừ nguyên liệu thô. Một cuộc cải cách nông nghiệp đã được thực hiện với việc trưng thu mà không bồi thường các điền trang lớn của Nhật Bản. Tướng Park đã quốc hữu hóa hệ thống tài chính để mở rộng cánh tay quyền lực của nhà nước nhằm can thiệp vào nền kinh tế thông qua các kế hoạch 5 năm.
Mũi nhọn là những Chaebol - các tập đoàn gia đình hoạt động trong những lĩnh vực đa dạng như Hyundai, Samsung và LG Corporation nhận được các ưu đãi của nhà nước như miễn giảm thuế, tính hợp pháp cho một hệ thống khai thác lớn và được tiếp cận nguồn tài chính rẻ gần như miễn phí: ngân hàng nhà nước đã tạo điều kiện cho việc lập kế hoạch cho vay tập trung theo từng mục theo từng kế hoạch 5 năm và theo tập đoàn kinh tế được lựa chọn để chủ trì.
Cho đến năm 1961, Hàn Quốc đã nhận được khoản tài trợ trị giá 3,1 tỷ đô la từ Hoa Kỳ, một con số rất cao vào thời điểm đó, đây là một đặc ân của việc nước này nằm ở khu vực nóng nhất của thời kỳ Chiến tranh Lạnh. Chính sách hỗ trợ kinh tế và quân sự đối ngoại này được tiếp tục duy trì trong nhiều thập kỷ. Các chaebol bắt đầu thống trị nền kinh tế trong nước và sau đó đã trở nên đủ mạnh mẽ để cạnh tranh quốc tế. Tiền lương và điều kiện làm việc của người lao động được cải thiện một cách ổn định đã giúp tăng tiêu dùng trong nước. Qua đó Hàn Quốc dần dần từ vị thế là nước thu nhập thấp đã tiến lên dần để trở thành nước thu nhập trung bình vào những năm 1980. Tổng sản phẩm quốc nội thực tế của Hàn Quốc trung bình tăng hơn 8% mỗi năm, từ 2,7 tỷ đô la Mỹ năm 1962 lên 230 tỷ đô la Mỹ năm 1989 và chính thức vượt mốc nghìn tỷ đô la vào năm 2006. GDP danh nghĩa bình quân đầu người tăng từ 103,88 USD năm 1962 lên 5.438,24 USD năm 1989 và đạt mốc 20.000 USD vào năm 2006. Tỷ trọng ngành sản xuất tăng từ 14,3% GNP năm 1962 lên 30,3% năm 1987. Tổng kim ngạch thương mại hàng hóa tăng từ 480 triệu USD vào năm 1962 lên 127,9 tỷ đô la Mỹ dự kiến vào năm 1990. Tỷ lệ tiết kiệm trong nước trên GNP tăng từ 3,3 phần trăm năm 1962 lên 35,8 phần trăm năm 1989. Năm 1965, tốc độ tăng trưởng của Hàn Quốc lần đầu tiên vượt qua tốc độ tăng trưởng của Triều Tiên trong hầu hết các lĩnh vực công nghiệp, mặc dù GNP bình quân đầu người của Hàn Quốc vẫn thấp hơn.
Yếu tố quan trọng nhất trong quá trình công nghiệp hóa nhanh chóng là việc áp dụng chiến lược hướng ngoại vào đầu những năm 1960. Chiến lược này đặc biệt phù hợp vào thời điểm đó vì Hàn Quốc là nước nghèo tài nguyên thiên nhiên, có tỷ lệ tiết kiệm thấp và thị trường nội địa nhỏ. Chiến lược thúc đẩy tăng trưởng kinh tế thông qua xuất khẩu sản xuất sử dụng nhiều lao động, lĩnh vực mà Hàn Quốc có thể phát triển lợi thế cạnh tranh. Các sáng kiến của chính phủ đóng một vai trò quan trọng trong quá trình này. Thông qua mô hình công nghiệp hóa hướng đến xuất khẩu, chính phủ Hàn Quốc khuyến khích các tập đoàn phát triển công nghệ mới và nâng cao hiệu quả sản xuất nhằm cạnh tranh trên thị trường toàn cầu vốn có tính cạnh tranh cao. Bằng cách tuân thủ các quy định và yêu cầu của nhà nước, các công ty đã được trợ cấp và hỗ trợ đầu tư để nhanh chóng phát triển thị trường xuất khẩu của họ trên trường quốc tế vốn đang phát triển nhanh chóng. Ngoài ra, dòng vốn nước ngoài được khuyến khích rất nhiều để bổ sung cho sự thiếu hụt tiết kiệm trong nước. Những nỗ lực này đã giúp Hàn Quốc đạt được tốc độ tăng trưởng xuất khẩu nhanh chóng và thu nhập tăng sau đó.
Bằng cách chú trọng phát triển lĩnh vực công nghiệp, chiến lược phát triển theo định hướng xuất khẩu ở Seoul khiến khu vực nông thôn trở lên tương đối kém phát triển. Ngành công nghiệp thép và đóng tàu nói riêng đóng vai trò quan trọng trong việc phát triển nền kinh tế Hàn Quốc trong thời gian này.  Ngoại trừ ngành khai thác mỏ, hầu hết các ngành công nghiệp đều tập trung ở các đô thị phía tây bắc và đông nam. Các ngành công nghiệp nặng thường tập trung tại phía nam của đất nước. Các nhà máy ở Seoul đóng góp hơn 25% tổng giá trị gia tăng của ngành sản xuất vào năm 1978; Cùng với các nhà máy xung quanh tỉnh Gyeonggi, các nhà máy ở khu vực Seoul đã tạo ra 46% tổng sản lượng trong năm đó. Các nhà máy ở Seoul và tỉnh Gyeonggi sử dụng 48% trong tổng số 2,1 triệu công nhân nhà máy của cả nước. Sự chênh lệch thu nhập ngày càng tăng giữa khu vực công nghiệp và nông nghiệp đã trở thành một vấn đề nghiêm trọng vào những năm 1970 và cho đến nay vẫn là một vấn đề nan giải bất chấp những nỗ lực của chính phủ nhằm nâng cao mức thu nhập của nông dân và cải thiện mức tại khu vực sống nông thôn.
Đầu những năm 1980, để kiểm soát lạm phát, một chính sách tiền tệ thận trọng đi kèm với các biện pháp tài khóa thắt chặt đã được áp dụng. Tăng cung tiền đã giảm từ mức 30% của những năm 1970 xuống còn 15%. Seoul thậm chí đã đóng băng ngân sách của mình trong một khoảng thời gian ngắn. Sự can thiệp của chính phủ vào nền kinh tế đã giảm đáng kể và các chính sách về nhập khẩu và đầu tư nước ngoài được tự do hóa để thúc đẩy cạnh tranh. Để giảm bớt sự mất cân bằng giữa khu vực nông thôn và thành thị, Seoul đã mở rộng đầu tư vào các dự án công cộng, chẳng hạn như đường xá và cơ sở thông tin liên lạc, đồng thời thúc đẩy hơn nữa cơ giới hóa nông nghiệp.
Các biện pháp được thực hiện vào đầu thập kỷ cùng với những cải thiện đáng kể của nền kinh tế thế giới đã giúp nền kinh tế Hàn Quốc lấy lại động lực phát triển đã mất vào cuối những năm 1980. Hàn Quốc đạt mức tăng trưởng thực tế trung bình 9,2% trong giai đoạn 1982-1987 và 12,5% trong giai đoạn 1986-1988. Lạm phát hai con số trong những năm 1970 đã được kiểm soát. Lạm phát giá bán buôn trung bình là 2,1% mỗi năm từ 1980 đến 1988; giá tiêu dùng tăng trung bình 4,7% hàng năm. Seoul đạt được mức thặng dư cán cân thanh toán lần đầu tiên vào năm 1986 ghi lần lượt ghi nhận mức thặng dư 7,7 tỷ USD và 11,4 tỷ USD vào năm 1987 và 1988. Sự phát triển này cho phép Hàn Quốc bắt đầu giảm mức nợ nước ngoài. Tuy nhiên, mức thặng dư thương mại trong năm 1989 chỉ là 4,6 tỷ đô la Mỹ, một mức thặng dư nhỏ hướng tới năm 1990.

### Những năm 1990
Trong nửa đầu những năm 1990, nền kinh tế Hàn Quốc tiếp tục tăng trưởng ổn định và mạnh mẽ về cả tiêu dùng cá nhân và GDP. Trong cuộc khủng hoảng tài chính châu Á năm 1997, sau khi một số đồng tiền châu Á khác bị giới đầu cơ tấn công, đồng won của Hàn Quốc bắt đầu giảm giá mạnh vào tháng 10 năm 1997. Vấn đề càng trở nên trầm trọng hơn bởi các khoản nợ xấu tại nhiều ngân hàng thương mại của Hàn Quốc. Đến tháng 12 năm 1997, IMF đã phê duyệt khoản vay trị giá 21 tỷ đô la Mỹ, đây sẽ là một phần của kế hoạch cứu trợ 58,4 tỷ đô la Mỹ. Đến tháng 1 năm 1998, chính phủ đã đóng cửa một phần ba ngân hàng thương mại ở Hàn Quốc. Trong suốt năm 1998, nền kinh tế Hàn Quốc tiếp tục suy giảm hàng quý với tốc độ trung bình là -6,65%. Chaebol Daewoo của Hàn Quốc đã trở thành nạn nhân của cuộc khủng hoảng khi nó bị chính phủ xóa sổ vào năm 1999 do các vấn đề nợ nần. Công ty General Motors của Mỹ đã tiếp quản khi mua lại bộ phận sản xuất động cơ của Tập đoàn này. Trong khi Tập đoàn Tata Group của Ấn Độ đã mua lại bộ phận sản xuất xe tải và xe hạng nặng của Daewoo.
Các hành động của chính phủ Hàn Quốc và các thỏa thuận hoán đổi nợ của các tổ chức cho vay quốc tế đã gây ra các vấn đề tài chính cho đất nước. Phần lớn sự phục hồi của Hàn Quốc sau cuộc khủng hoảng tài chính châu Á năm 1997 là nhờ vào những điều chỉnh về lao động (một thị trường lao động năng động và hiệu quả với mức lương linh hoạt) và các nguồn tài trợ thay thế. Vào quý một năm 1999, tăng trưởng GDP đã tăng lên mức 5,4%, và sự tăng trưởng mạnh mẽ sau đó kết hợp với áp lực giảm phát đối với đồng won đã dẫn đến mức tăng trưởng hàng năm là 10,5%. Vào tháng 12 năm 1999, tổng thống Kim Dae-jung tuyên bố cuộc khủng hoảng tiền tệ đã chấm dứt.

### Những năm 2000

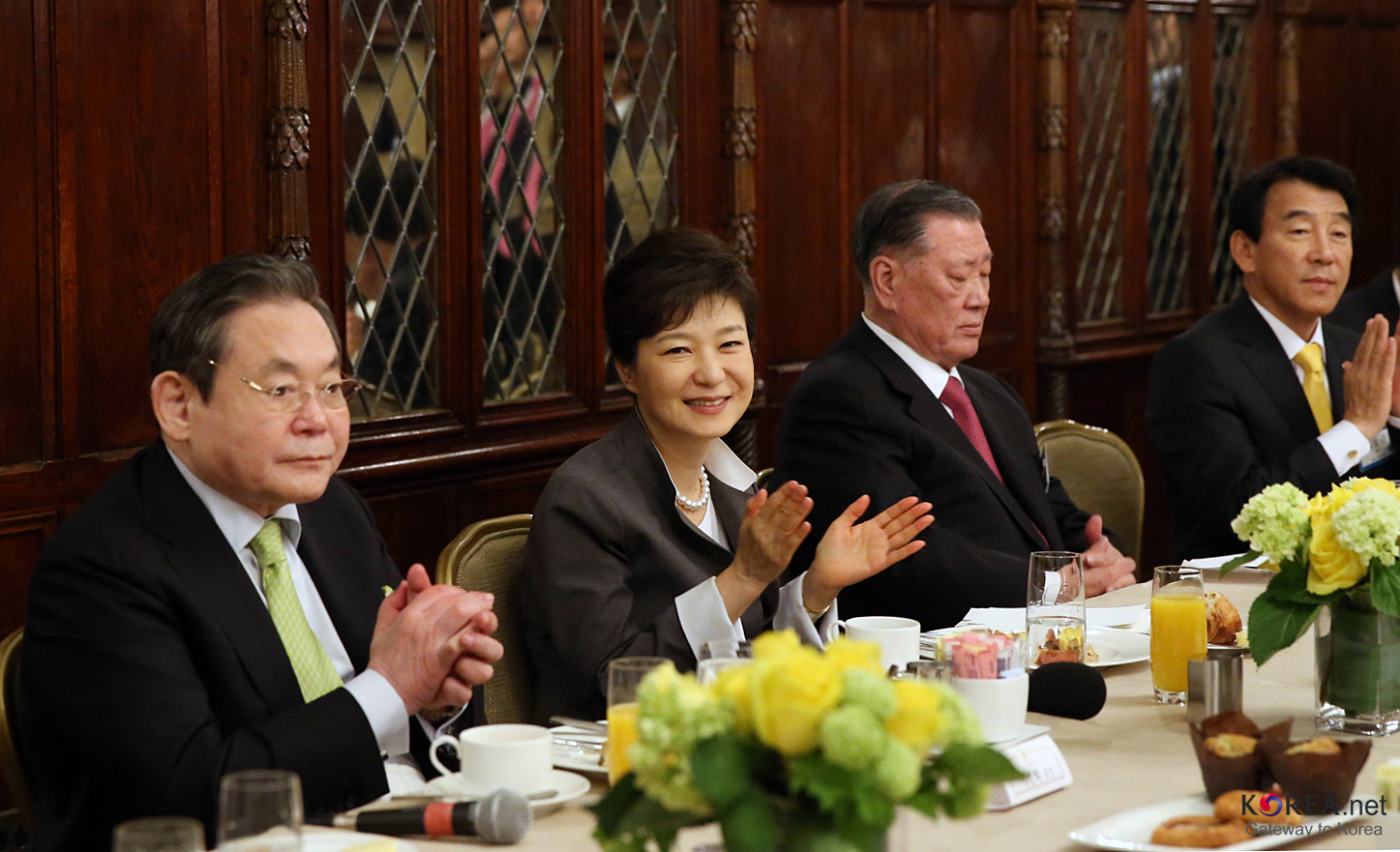
Tổng thống Hàn Quốc Park Geun-hye tại một bữa ăn sáng gặp gỡ các ông trùm kinh doanh Lee Kun-hee và Chung Mong-koo

Nền kinh tế Hàn Quốc đã chuyển từ mô hình đầu tư theo kế hoạch tập trung do chính phủ định hướng sang mô hình đầu tư theo định hướng thị trường hơn. Hàn Quốc duy trì được tốc độ tăng trưởng 10,8% vào năm 1999 và 9,2% vào năm 2000. Tăng trưởng giảm trở lại mức 3,3% vào năm 2001 do nền kinh tế toàn cầu chậm lại, xuất khẩu giảm đi kèm những nhận thức về việc cải cách tài chính và doanh nghiệp đã bị đình trệ. Sau khi phục hồi từ cuộc khủng hoảng tài chính châu Á năm 1997, nền kinh tế tiếp tục tăng trưởng mạnh vào năm 2000 với mức tăng trưởng GDP là 9,08%. Tuy nhiên, nền kinh tế Hàn Quốc đã bị ảnh hưởng bởi sự kiện 11 tháng 9. Nền kinh tế toàn cầu tăng trưởng chậm lại, xuất khẩu giảm và nhận thức rằng cải cách doanh nghiệp và tài chính đang bị đình trệ đã khiến tăng trưởng giảm trở lại mức 3,8% vào năm 2001. Nhờ công nghiệp hóa mà GDP mỗi giờ làm việc (sản lượng lao động) đã tăng hơn gấp ba lần từ 2,80 đô la Mỹ vào năm 1963 lên 10 đô la Mỹ vào năm 1989. Ngày nay nền kinh tế Hàn Quốc đã dần ổn định và duy trì tốc độ tăng trưởng từ 4-5% từ năm 2003 trở đi. Dẫn đầu bởi ngành công nghiệp và xây dựng, tăng trưởng năm 2002 là 5,8% mặc cho sự chậm lại của tăng trưởng kinh tế toàn cầu. Việc tái cơ cấu các tập đoàn (chaebol) của Hàn Quốc, tư nhân hóa ngân hàng và tạo ra một nền kinh tế tự do hóa hơn với cơ chế cho các công ty phá sản thoát khỏi thị trường vẫn là những nhiệm vụ cải cách quan trọng nhất chưa được hoàn thành của Hàn Quốc. Tăng trưởng chậm lại vào năm 2003, nhưng sản xuất đã tăng lên 5% trong năm 2006 do nhu cầu phổ biến đối với các sản phẩm xuất khẩu chủ lực như HDTV và điện thoại di động.
Giống như hầu hết các nền kinh tế công nghiệp hóa, Hàn Quốc đã phải chịu những tổn thất đáng kể gây ra bởi Đại suy thoái. Tăng trưởng giảm đi 3,4% trong quý 4 năm 2008 so với quý trước, đây là quý đầu tiên Hàn Quốc có mức tăng trưởng âm trong 10 năm, mức tăng trưởng hàng quý tiếp tục âm vào năm 2009. Hầu hết các lĩnh vực của nền kinh tế đều suy giảm, trong đó ngành sản xuất giảm 25,6% tính đến tháng 1 năm 2009 và doanh số bán hàng tiêu dùng giảm 3,1%. Xuất khẩu ô tô và chất bán dẫn là hai trụ cột quan trọng của nền kinh tế đều giảm lần lượt 55,9% và 46,9%, trong khi xuất khẩu nói chung giảm kỷ lục 33,8% trong tháng Giêng và 18,3% vào tháng Hai năm 2009 cùng năm. Như trong cuộc khủng hoảng tài chính châu Á năm 1997, đồng won Hàn Quốc cũng trải qua những biến động lớn khi giảm tới 34% so với đồng đô la. Tăng trưởng hàng năm của nền kinh tế chậm lại còn 2,3% vào năm 2008 và được Goldman Sachs dự đoán sẽ giảm xuống mức thấp nhất là -4,5%, nhưng Hàn Quốc đã hạn chế được mức độ trầm trọng của suy thoái khi đạt mức tăng trưởng 0,2% vào năm 2009.
Bất chấp cuộc Đại suy thoái, nền kinh tế Hàn Quốc nhờ có những sự trợ giúp đến từ các biện pháp kích thích kịp thời và mức độ tiêu thụ sản phẩm nội địa mạnh mẽ bù đắp cho sự sụt giảm xuất khẩu đã tránh được một cuộc suy thoái với mức độ tồi tệ giống như hầu hết các nền kinh tế công nghiệp hóa khi đạt được mức tăng trưởng khả quan trong hai năm khủng hoảng liên tiếp. Năm 2010, Hàn Quốc đã có sự phục hồi kinh tế mạnh mẽ với tốc độ tăng trưởng 6,1% - báo hiệu sự trở lại của nền kinh tế. Xuất khẩu của Hàn Quốc đạt 424 tỷ USD trong 11 tháng đầu năm 2010, cao hơn mức xuất khẩu của cả năm 2008. Nền kinh tế Hàn Quốc của thế kỷ 21, với tư cách là nền kinh tế thuộc nhóm Next Eleven, dự kiến sẽ tăng trưởng từ 3,9 % đến 4,2% hàng năm trong giai đoạn từ năm 2011 đến năm 2030, tương tự như tỷ lệ tăng trưởng của các nước đang phát triển như Brazil hay Nga.
Chính phủ Hàn Quốc đã ký Hiệp định Thương mại Tự do Hàn Quốc-Australia (KAFTA) vào ngày 5 tháng 12 năm 2013, với việc chính phủ Australia đang tìm cách mang lại lợi ích cho nhiều ngành công nghiệp của mình, bao gồm ô tô, dịch vụ, tài nguyên và năng lượng và định vị bản thân bên cạnh các đối thủ cạnh tranh chẳng hạn như Hoa Kỳ và ASEAN. Hàn Quốc là thị trường xuất khẩu lớn thứ ba của Australia và là đối tác thương mại lớn thứ tư với giá trị thương mại năm 2012 là 32 tỷ đô la Úc. Thỏa thuận có điều khoản Giải quyết Tranh chấp giữa khu vực Nhà nước với các Nhà đầu tư (ISDS) cho phép các tập đoàn Hàn Quốc khởi kiện chính phủ Úc nếu quyền thương mại của họ bị vi phạm.
Chính phủ đã cắt giảm tuần làm việc từ sáu ngày xuống còn năm ngày trong các giai đoạn từ năm 2004 đến năm 2011 tùy thuộc vào quy mô của công ty. Số ngày nghỉ lễ được mở rộng lên thành 16 ngày vào năm 2013.
Nền kinh tế Hàn Quốc giảm trong quý đầu tiên của năm 2019, đây là hoạt động tồi tệ nhất kể từ cuộc Đại suy thoái. GDP điều chỉnh theo mùa so với quý trước đã giảm đi 0,3%.

### Những năm 2000 - nay

Tổ hợp công nghiệp nặng Ulsan năm 2014

Năm 1990, các nhà sản xuất Hàn Quốc đã lên kế hoạch thay đổi đáng kể kế hoạch sản xuất trong tương lai sang các ngành công nghệ cao. Vào tháng 6 năm 1989, các hội đồng gồm các quan chức chính phủ, học giả và các nhà lãnh đạo doanh nghiệp đã tổ chức các buổi họp để lên kế hoạch sản xuất các loại hàng hóa như vật liệu mới, cơ điện tử,  bao gồm cả robot công nghiệp - kỹ thuật sinh học, vi điện tử, hóa học tinh chế và hàng không vũ trụ. Tuy nhiên, cuộc họp nhấn mạnh rằng sự thay đổi không có nghĩa là cắt giảm ngay lập tức hoạt động của các ngành công nghiệp nặng như sản xuất ô tô và tàu thủy, vốn đã thống trị nền kinh tế trong những năm 1980. Hàn Quốc chủ yếu dựa vào xuất khẩu để thúc đẩy sự tăng trưởng của nền kinh tế, với các thành phẩm như đồ điện tử, hàng dệt may, tàu thủy, ô tô và thép là các mặt hàng xuất khẩu quan trọng nhất của nước này. Mặc dù thị trường nhập khẩu đã được tự do hóa trong những năm gần đây, nhưng thị trường nông sản chủ yếu vẫn mang tính bảo hộ do giá nông sản trong nước như gạo so với thị trường quốc tế vẫn có sự chênh lệch lớn.
Tính đến năm 2005, giá gạo ở Hàn Quốc cao gấp khoảng 4 lần giá gạo trung bình trên thị trường quốc tế, do đó người ta thường lo ngại rằng việc mở cửa thị trường nông sản sẽ có những tác động tai hại đối với ngành nông nghiệp Hàn Quốc. Tuy nhiên, vào cuối năm 2004, một thỏa thuận đã đạt được với WTO, trong đó sản lượng gạo nhập khẩu của Hàn Quốc sẽ tăng dần từ 4% lên 8% vào năm 2014. Ngoài ra, tới 30% lượng gạo nhập khẩu sẽ được cung cấp trực tiếp cho người tiêu dùng vào năm 2010, thời kỳ trước đó gạo nhập khẩu chỉ được sử dụng làm thực phẩm chế biến. Sau năm 2014, thị trường gạo Hàn Quốc sẽ mở cửa hoàn toàn.
Ngoài ra, Hàn Quốc ngày nay được biết đến như một Bệ phóng của thị trường di động vốn đã trưởng thành, nơi mà các nhà phát triển có thể thu được lợi ích từ một thị trường có rất ít hạn chế để công nghệ có thể tồn tại. Ngày càng có nhiều xu hướng phát minh ra các loại phương tiện hoặc ứng dụng mới, sử dụng cơ sở hạ tầng internet 4G và 5G ở Hàn Quốc. Hàn Quốc ngày nay có cơ sở hạ tầng đáp ứng mật độ dân số và văn hóa có khả năng tạo ra sự đặc thù địa phương một cách mạnh mẽ.

### Nền kinh tế hậu COVID
Hàn Quốc phải đối mặt với bước ngoặt của nền kinh tế vào năm 2023. Với sự tăng trưởng không ngừng của ngành sản xuất Trung Quốc đại lục và tác động của Covid, lĩnh vực sản xuất của Hàn Quốc đang liên tục sụt giảm. Theo SP Global, xuất khẩu hàng hóa sản xuất của Hàn Quốc sang Trung Quốc đại lục, một trong những đối tác thương mại lớn nhất của Hàn Quốc, đã giảm 4,4% trong quý 4 năm 2022 và 31% vào tháng 1 năm 2023. Mặt khác Mặt khác, ngành sản xuất điện tử chính của họ đang phải đối mặt với sự suy thoái. Trong khi công nghệ thông tin và truyền thông duy trì 34% tổng kim ngạch xuất khẩu năm 2022 của Hàn Quốc thì cuối năm lại giảm xuống còn 24%.
Với sự suy thoái trong nhiều ngành sản xuất, Hàn Quốc đang phải đối mặt với suy thoái kinh tế. Nhiều nhà kinh tế nêu lý do khiến các ngành công nghiệp chậm lại là do tình trạng toàn cầu đang xấu đi. Tỷ lệ lạm phát ở Hàn Quốc thường xuyên tăng cao và các vấn đề trong nền kinh tế trong nước, như nợ hộ gia đình, vấn đề dân số và vấn đề năng suất, là những yếu tố tài chính và tiền tệ quan trọng kìm hãm sự tăng trưởng kinh tế của Hàn Quốc.
Do sự diễn biến đột ngột của COVID, tiêu dùng tư nhân giảm và xảy ra tình trạng tắc nghẽn trong lĩnh vực cung ứng. Với tình hình này, Ngân hàng Hàn Quốc chỉ ra rằng tỷ lệ lạm phát tiêu dùng đã tăng khoảng 3% sau khi COVID phát triển. Giả sử lãi suất của Hàn Quốc thấp so với các nước khác, việc tăng giá nhà và nợ hộ gia đình trở thành một trong những vấn đề của nền kinh tế Hàn Quốc. Để ổn định nền kinh tế lạm phát, chính phủ đã thông qua “Chương trình Thỏa thuận mới của Hàn Quốc” để đầu tư 144 tỷ đô la. Chính sách tài khóa mở rộng này đã thúc đẩy tiêu dùng tư nhân và tăng số lượng việc làm. Kích thích tài chính mở rộng này được thiết kế để phục hồi tác động kinh tế và xã hội của COVID-19 khỏi những nguy cơ môi trường và khí hậu hiện có. Chính sách Thỏa thuận Mới được phân chia rõ ràng thành các ngành chăm sóc sức khỏe và xanh.
Bộ Kinh tế và Tài chính Hàn Quốc đã xác nhận Chiến lược tăng trưởng mới 4.0 vào tháng 8 năm 2023. Chiến lược tăng trưởng mới đề xuất các dự án nhằm tăng trưởng ngành công nghiệp dài hạn của Hàn Quốc. Chính phủ Hàn Quốc ủng hộ những chính sách này như một dự án Tăng trưởng mới 4.0, nhằm tạo ra những kết quả rõ ràng trong tương lai bằng cách đặt trọng tâm chính sách và đầu tư vào các ngành công nghiệp mới nổi. Để đạt được những mục tiêu này, chiến lược đưa ra những hướng dẫn chính sau:
1. Thúc đẩy các ngành công nghiệp bán dẫn AI và xây dựng hệ sinh thái hợp tác giữa các doanh nghiệp.
2. Thống trị thị trường toàn cầu của ngành Vận tải Hàng không Đô thị (UAM).
3. Công nghệ sản xuất hydro sạch an toàn thông qua điện phân nước.
4. Công nghệ lái xe tự động nâng cao.
5. Thúc đẩy thị trường tái sản xuất và tái sử dụng pin.
6. Mở rộng Dịch vụ dựa trên dữ liệu của tôi do khu vực tư nhân lãnh đạo.
7. Hợp lý hóa quy trình đặt hàng thiết bị hoặc cơ sở nghiên cứu để giảm bớt gánh nặng hành chính.

Bên cạnh đó, Hàn Quốc là một trong những quốc gia có hệ thống chăm sóc sức khỏe, công nghệ y sinh và công nghệ AI xuất sắc. Trong khi giá trị của ngành y tế Hàn Quốc được dự đoán vào khoảng 6,7 tỷ USD thì thị trường công nghệ y tế được dự đoán sẽ đạt 11,5 tỷ USD. Tốc độ tăng trưởng dự kiến hàng năm của ngành y tế là trên 6%, điều này cho thấy một tương lai tươi sáng của ngành. Nhiều nhà kinh tế cho rằng bằng việc áp dụng công nghệ AI, Hàn Quốc sẽ trở thành quốc gia dẫn đầu ngành y sinh học. Một bài báo về ngành chăm sóc sức khỏe dựa trên dữ liệu trong tương lai ở Hàn Quốc cho thấy công nghệ AI giúp ngành y tế cung cấp các dịch vụ y tế tùy chỉnh cho bệnh nhân và có thể tận dụng các lợi ích cũng như chi phí.

### Bất bình đẳng kinh tế
Theo dữ liệu từ năm 2010, người có thu nhập thấp (thu nhập từ 12 triệu won trở xuống) chiếm 37,8% lực lượng lao động của Hàn Quốc. Ngược lại, những người có thu nhập cao nhất (những người kiếm được 100 triệu won trở lên) chiếm 1,4% lực lượng lao động.

## Dữ liệu
Bảng sau đây cho thấy các chỉ tiêu kinh tế chính trong giai đoạn 1980–2021 (với ước tính của nhân viên IMF trong giai đoạn 2022–2027). Lạm phát dưới 5% có màu xanh lá cây
| Năm  | GDP (tỷ USD PPP) | GDP bình quân đầu người (USD PPP) | GDP (tỷ USD danh nghĩa) | GDP bình quân đầu người (USD danh nghĩa) | Tốc độ tăng trưởng GDP (thực tế) | Tỷ lệ lạm phát (%) | Tỷ lệ thất nghiệp (%) | Nợ chính phủ (% GDP) |
| ---- | ---------------- | --------------------------------- | ----------------------- | ---------------------------------------- | -------------------------------- | ------------------ | --------------------- | -------------------- |
| 1980 | 82.7             | 2,169.4                           | 65.4                    | 1,714.6                                  | -1.6%                            | 28.7%              | 5.2%                  | n/a                  |
| 1981 | 97.1             | 2,507.3                           | 72.9                    | 1,883.5                                  | 7.2%                             | 21.4%              | 4.5%                  | n/a                  |
| 1982 | 111.7            | 2,839.9                           | 78.3                    | 1,992.3                                  | 8.3%                             | 7.2%               | 4.1%                  | n/a                  |
| 1983 | 131.6            | 3,296.9                           | 87.8                    | 2,198.9                                  | 13.4%                            | 3.4%               | 4.1%                  | n/a                  |
| 1984 | 150.7            | 3,730.0                           | 97.5                    | 2,413.3                                  | 10.6%                            | 2.3%               | 3.9%                  | n/a                  |
| 1985 | 167.7            | 4,109.0                           | 101.3                   | 2,482.4                                  | 7.8%                             | 2.5%               | 4.0%                  | n/a                  |
| 1986 | 190.4            | 4,620.3                           | 116.8                   | 2,834.9                                  | 11.3%                            | 2.8%               | 3.8%                  | n/a                  |
| 1987 | 220.0            | 5,284.7                           | 147.9                   | 3,554.6                                  | 12.7%                            | 3.0%               | 3.1%                  | n/a                  |
| 1988 | 255.0            | 6,067.2                           | 199.6                   | 4,748.7                                  | 12.0%                            | 7.1%               | 2.5%                  | n/a                  |
| 1989 | 283.8            | 6,684.6                           | 246.9                   | 5,817.1                                  | 7.1%                             | 5.7%               | 2.6%                  | n/a                  |
| 1990 | 323.5            | 7,545.1                           | 283.4                   | 6,610.0                                  | 9.9%                             | 8.6%               | 2.5%                  | 3.2%                 |
| 1991 | 370.4            | 8,555.9                           | 330.7                   | 7,637.2                                  | 10.8%                            | 9.3%               | 2.5%                  | 12.3%                |
| 1992 | 402.4            | 9,197.2                           | 355.5                   | 8,126.5                                  | 6.2%                             | 6.2%               | 2.5%                  | 12.0%                |
| 1993 | 440.2            | 9,961.0                           | 392.7                   | 8,886.4                                  | 6.9%                             | 4.8%               | 2.9%                  | 11.2%                |
| 1994 | 491.3            | 11,005.5                          | 463.4                   | 10,381.2                                 | 9.3%                             | 6.3%               | 2.5%                  | 10.0%                |
| 1995 | 549.8            | 12,193.2                          | 566.6                   | 12,565.0                                 | 9.6%                             | 4.5%               | 2.1%                  | 8.8%                 |
| 1996 | 604.1            | 13,269.2                          | 610.2                   | 13,402.9                                 | 7.9%                             | 4.9%               | 2.1%                  | 8.1%                 |
| 1997 | 652.4            | 14,197.2                          | 570.6                   | 12,416.8                                 | 6.2%                             | 4.4%               | 2.6%                  | 10.0%                |
| 1998 | 625.9            | 13,522.6                          | 382.9                   | 8,271.4                                  | -5.1%                            | 7.5%               | 7.0%                  | 14.3%                |
| 1999 | 707.5            | 15,177.3                          | 497.3                   | 10,666.9                                 | 11.5%                            | 0.8%               | 6.6%                  | 16.3%                |
| 2000 | 789.1            | 16,786.6                          | 576.5                   | 12,263.5                                 | 9.1%                             | 2.3%               | 4.4%                  | 16.7%                |
| 2001 | 846.0            | 17,860.1                          | 547.7                   | 11,563.0                                 | 4.9%                             | 4.1%               | 4.0%                  | 17.2%                |
| 2002 | 925.6            | 19,427.1                          | 627.0                   | 13,159.7                                 | 7.7%                             | 2.8%               | 3.3%                  | 17.0%                |
| 2003 | 973.6            | 20,328.4                          | 702.7                   | 14,672.4                                 | 3.1%                             | 3.5%               | 3.6%                  | 19.8%                |
| 2004 | 1,051.7          | 21,872.1                          | 792.5                   | 16,482.8                                 | 5.2%                             | 3.6%               | 3.7%                  | 22.4%                |
| 2005 | 1,131.4          | 23,480.1                          | 934.7                   | 19,398.5                                 | 4.3%                             | 2.8%               | 3.8%                  | 25.9%                |
| 2006 | 1,227.7          | 25,345.4                          | 1,052.6                 | 21,731.0                                 | 5.3%                             | 2.2%               | 3.5%                  | 28.1%                |
| 2007 | 1,334.0          | 27,401.2                          | 1,172.5                 | 24,083.3                                 | 5.8%                             | 2.5%               | 3.3%                  | 27.4%                |
| 2008 | 1,400.5          | 28,550.5                          | 1,049.2                 | 21,387.7                                 | 3.0%                             | 4.7%               | 3.2%                  | 26.9%                |
| 2009 | 1,420.7          | 28,812.5                          | 943.7                   | 19,139.7                                 | 0.8%                             | 2.8%               | 3.6%                  | 30.0%                |
| 2010 | 1,535.6          | 30,988.3                          | 1,143.6                 | 23,077.2                                 | 6.8%                             | 2.9%               | 3.7%                  | 29.5%                |
| 2011 | 1,625.3          | 32,546.8                          | 1,253.4                 | 25,100.2                                 | 3.7%                             | 4.0%               | 3.4%                  | 33.1%                |
| 2012 | 1,684.6          | 33,557.1                          | 1,278.0                 | 25,459.2                                 | 2.4%                             | 2.2%               | 3.2%                  | 35.0%                |
| 2013 | 1,726.9          | 34,244.3                          | 1,370.6                 | 27,179.5                                 | 3.2%                             | 1.3%               | 3.1%                  | 37.7%                |
| 2014 | 1,792.6          | 35,324.5                          | 1,484.5                 | 29,252.9                                 | 3.2%                             | 1.3%               | 3.5%                  | 39.7%                |
| 2015 | 1,933.8          | 37,907.5                          | 1,466.0                 | 28,737.4                                 | 2.8%                             | 0.7%               | 3.6%                  | 40.8%                |
| 2016 | 2,026.5          | 39,567.0                          | 1,499.4                 | 29,274.2                                 | 2.9%                             | 1.0%               | 3.7%                  | 41.2%                |
| 2017 | 2,105.9          | 41,001.1                          | 1,623.1                 | 31,600.7                                 | 3.2%                             | 1.9%               | 3.7%                  | 40.1%                |
| 2018 | 2,218.9          | 43,014.2                          | 1,725.4                 | 33,447.2                                 | 2.9%                             | 1.5%               | 3.8%                  | 40.0%                |
| 2019 | 2,309.3          | 44,610.7                          | 1,651.4                 | 31,902.4                                 | 2.2%                             | 0.4%               | 3.8%                  | 42.1%                |
| 2020 | 2,320.5          | 44,766.3                          | 1,644.7                 | 31,728.3                                 | -0.7%                            | 0.5%               | 3.9%                  | 48.7%                |
| 2021 | 2,517.1          | 48,653.1                          | 1,811.0                 | 35,003.8                                 | 4.1%                             | 2.5%               | 3.7%                  | 51.3%                |
| 2022 | 2,765.8          | 53,574.2                          | 1,734.2                 | 33,591.6                                 | 2.6%                             | 5.5%               | 3.0%                  | 54.1%                |
| 2023 | 3,123            | 56,709                            | 1,709                   | 33,147                                   | 2.0%                             | 3.8%               | 3.4%                  | 54.4%                |
| 2024 | 3,065.4          | 59,526.8                          | 1,879.0                 | 36,488.9                                 | 2.7%                             | 2.3%               | 3.3%                  | 55.2%                |
| 2025 | 3,203.5          | 62,268.4                          | 1,961.8                 | 38,133.6                                 | 2.6%                             | 2.0%               | 3.4%                  | 56.1%                |
| 2026 | 3,345.8          | 65,098.7                          | 2,048.5                 | 39,856.5                                 | 2.5%                             | 2.0%               | 3.6%                  | 56.9%                |
| 2027 | 3,490.4          | 67,977.0                          | 2,137.2                 | 41,623.3                                 | 2.3%                             | 2.0%               | 3.6%                  | 57.7%                |

## Các lĩnh vực kinh tế

### Đóng tàu

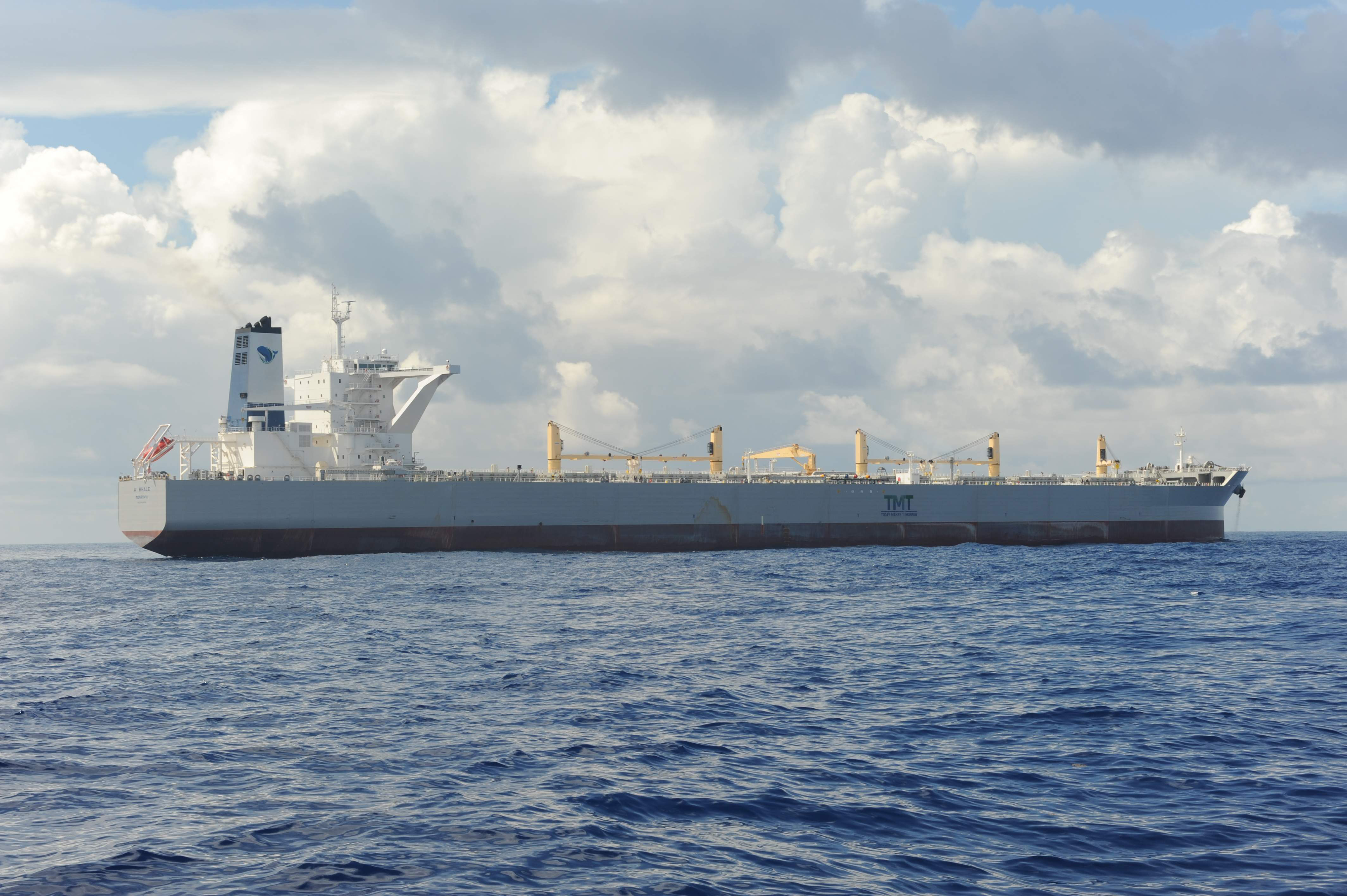
Đóng tàu là một trong những ngành công nghiệp chủ lực của Hàn Quốc và đã phát triển mạnh mẽ từ những năm 1960

Trong những năm 1970 và 1980, Hàn Quốc đã trở thành nhà sản xuất tàu thủy hàng đầu trong đó có cả các loại tàu thủy chở dầu và dàn khoan dầu cực lớn. Hyundai là công ty đóng tàu lớn của Hàn Quốc khi đã xây dựng nên các ụ đóng tàu công suất 1 triệu tấn tại Ulsan vào giữa những năm 1970. Daewoo gia nhập ngành đóng tàu vào năm 1980 và hoàn thành cơ sở đóng tàu có trọng tải 1,2 triệu tấn tại Okpo trên đảo Geoje ở phía nam Busan vào giữa năm 1981. Ngành công nghiệp này đã suy giảm vào giữa những năm 1980 do dầu mỏ dư thừa và sự suy thoái kinh tế trên toàn thế giới. Số lượng đơn đặt hàng mới đã giảm mạnh vào cuối những năm 1980; các đơn đặt hàng mới cho năm 1988 đạt với tổng trọng tải là 3 triệu tấn với trị giá 1,9 tỷ USD, con số này giảm so với các năm trước lần lượt là 17,8% và 4,4%. Những sự sụt giảm này là do tình trạng bất ổn lao động, Seoul không sẵn sàng cung cấp hỗ trợ tài chính và các khoản tài trợ xuất khẩu lãi suất thấp mới của Tokyo để hỗ trợ các công ty đóng tàu Nhật Bản đã cạnh tranh mạnh mẽ với Hàn Quốc. Tuy nhiên, ngành vận tải biển của Hàn Quốc dự kiến sẽ phát triển vào đầu những năm 1990 vì các con tàu cũ trong các hạm đội quân sự của các nước trên thế giới cần được thay thế. Hàn Quốc cuối cùng đã trở thành nhà đóng tàu số một thế giới khi chiếm tới 50,6% thị phần đóng tàu toàn cầu tính đến năm 2008. Các nhà đóng tàu nổi tiếng của Hàn Quốc bao gồm có Hyundai Heavy Industries, Samsung Heavy Industries, Daewoo và STX Offshore & Shipbuilding.

### Điện tử
Điện tử là một trong những ngành công nghiệp chính của Hàn Quốc. Trong suốt những năm 1980 đến những năm 2000, các công ty Hàn Quốc như Samsung, LG và SK đã dẫn đầu cho sự phát triển ngành công nghiệp điện tử của Hàn Quốc. Năm 2017, 17,1% kim ngạch xuất khẩu của Hàn Quốc là chất bán dẫn do Samsung Electronics và SK Hynix sản xuất. Samsung và LG cũng là những nhà sản xuất lớn các thiết bị điện tử như Ti vi, Điện thoại thông minh, Màn hình và máy tính.

### Ô tô

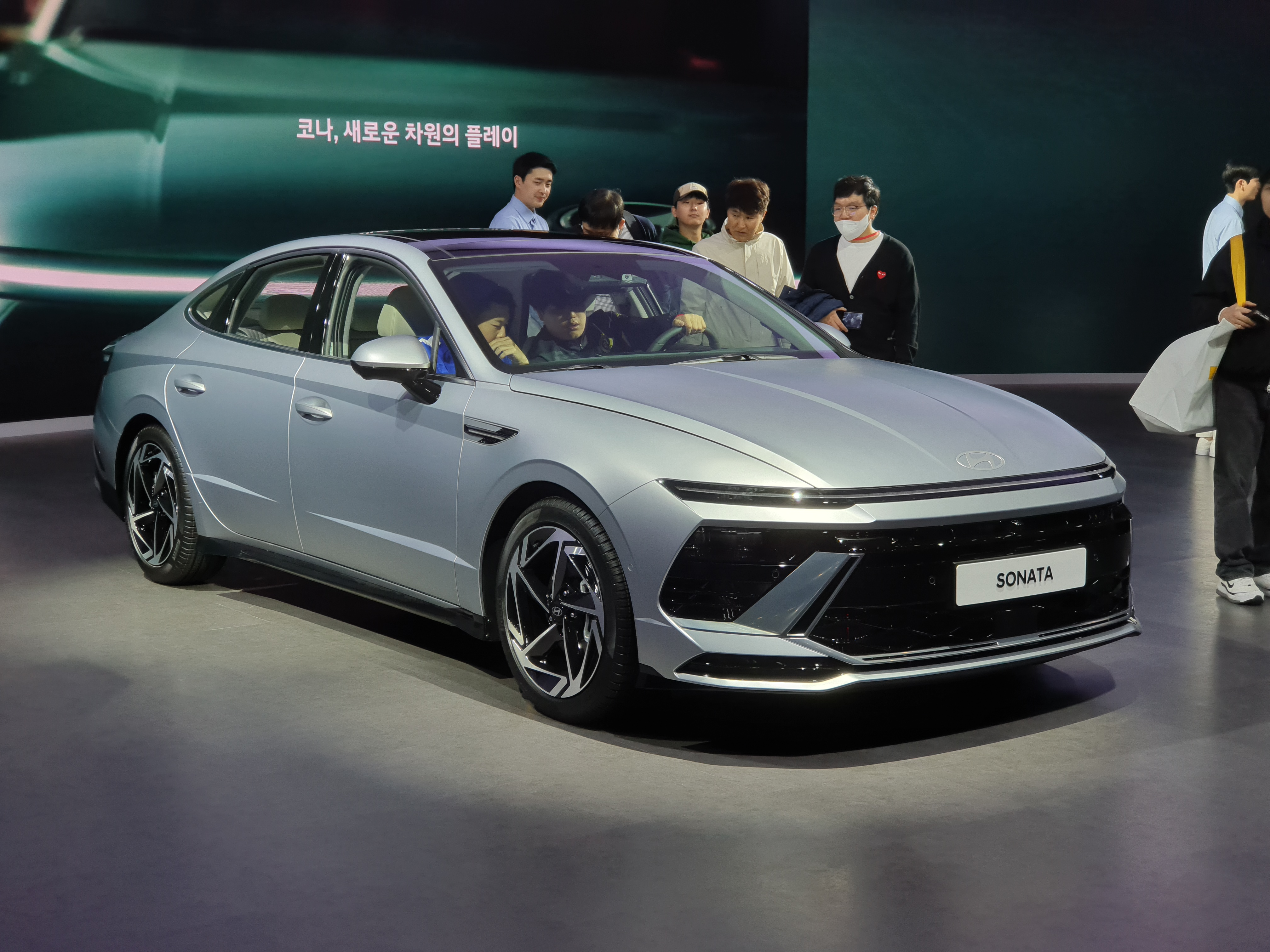
Một chiếc ô tô của Hyundai. Sản xuất ô tô là lĩnh vực then chốt trong nền công nghiệp Hàn Quốc

Công nghiệp ô tô là một trong những ngành xuất khẩu và tăng trưởng chính của Hàn Quốc trong những năm 1980. Vào cuối những năm 1980, công suất của ngành công nghiệp động cơ Hàn Quốc đã tăng hơn 5 lần kể từ năm 1984; nó đã vượt quá 1 triệu chiếc vào năm 1988. Tổng đầu tư vào sản xuất ô tô và linh kiện ô tô là hơn 3 tỷ đô la Mỹ vào năm 1989. Tổng sản lượng (bao gồm cả xe buýt và xe tải) trong năm 1988 đạt 1,1 triệu chiếc, tăng 10,6% so với năm 1987, và tăng lên ước tính khoảng 1,3 triệu xe (chủ yếu là ô tô chở khách) vào năm 1989. Gần 263.000 xe du lịch được sản xuất vào năm 1985 - con số này đã tăng lên khoảng 846.000 chiếc vào năm 1989. Năm 1988, xuất khẩu ô tô đạt tổng cộng 576.134 chiếc, trong đó 480.119 chiếc (83,3%) được gửi đến Hoa Kỳ. Trong suốt gần cuối những năm 1980, phần lớn sự tăng trưởng của ngành công nghiệp ô tô của Hàn Quốc là kết quả của sự gia tăng xuất khẩu; Tuy nhiên, xuất khẩu năm 1989 đã giảm 28,5% so với năm 1988. Sự sụt giảm này phản ánh doanh số bán xe hơi chậm chạp cho Hoa Kỳ, đặc biệt là ở thị trường cuối cùng rẻ hơn và xung đột lao động trong nước. Hàn Quốc ngày nay đã phát triển thành một trong những nước sản xuất ô tô lớn nhất thế giới. Tập đoàn ô tô Hyundai Kia là nhà sản xuất ô tô lớn nhất Hàn Quốc về doanh thu, đơn vị sản xuất và sự hiện diện trên toàn thế giới.

### Khai khoáng
Hầu hết các mỏ khoáng sản ở Bán đảo Triều Tiên đều nằm ở Triều Tiên, trong đó miền Nam chỉ có nhiều vonfram và than chì. Than, quặng sắt và molypden được tìm thấy ở Hàn Quốc, nhưng không phải với số lượng lớn và hoạt động khai thác các khoáng sản này chỉ ở quy mô nhỏ. Phần lớn khoáng sản và quặng của Hàn Quốc được nhập khẩu từ các nước khác. Hầu hết than của Hàn Quốc là than antraxit chỉ được sử dụng để sưởi ấm trong nhà và lò hơi.
Năm 2019, Hàn Quốc là nhà sản xuất bismuth lớn thứ 3 thế giới, nhà sản xuất rheni lớn thứ 4 thế giới và nhà sản xuất lưu huỳnh lớn thứ 10 trên thế giới.

### Xây dựng

Burj Khalifa - tòa nhà cao nhất trên thế giới hiện nay với Samsung C&T là nhà thầu xây dựng chính

Xây dựng đã trở thành một ngành xuất khẩu quan trọng của Hàn Quốc kể từ đầu những năm 1960 và vẫn là nguồn cung cấp ngoại tệ quan trọng và thu nhập từ xuất khẩu vô hình. Đến năm 1981, các dự án xây dựng ở nước ngoài, hầu hết ở Trung Đông, chiếm 60% công việc do các công ty xây dựng của Hàn Quốc đảm nhận. Các hợp đồng vào thời điểm đó trị giá 13,7 tỷ đô la Mỹ. Tuy nhiên, vào năm 1988, các hợp đồng xây dựng ở nước ngoài chỉ đạt tổng trị giá 2,6 tỷ USD (đơn đặt hàng từ Trung Đông là 1,2 tỷ USD), tăng 1% so với năm trước, trong khi các đơn đặt hàng mới cho các dự án xây dựng trong nước đạt 13,8 tỷ USD, tăng 8,8% trong năm 1987.
Do đó, các công ty xây dựng của Hàn Quốc tập trung vào thị trường nội địa đang phát triển nhanh chóng vào cuối những năm 1980. Đến năm 1989, có những dấu hiệu về sự hồi sinh của thị trường xây dựng ở nước ngoài: Công ty Xây dựng Dong Ah đã ký hợp đồng trị giá 5,3 tỷ USD với Libya để xây dựng giai đoạn hai (và các giai đoạn tiếp theo khác) của Dự án Sông Nhân Tạo với chi phí dự kiến vào khoảng 27 tỷ USD khi hoàn thành cả 5 giai đoạn. Các công ty xây dựng của Hàn Quốc đã ký các hợp đồng ở nước ngoài có tổng trị giá hơn 7 tỷ đô la Mỹ vào năm 1989. Các công ty xây dựng lớn nhất của Hàn Quốc bao gồm Samsung C&T Corporation, công ty này đã xây dựng lên một số tòa nhà chọc trời cao và đáng chú ý nhất như ba tòa nhà cao nhất thế giới: Tháp đôi Petronas, Taipei 101 và Burj Khalifa.

### Quốc phòng

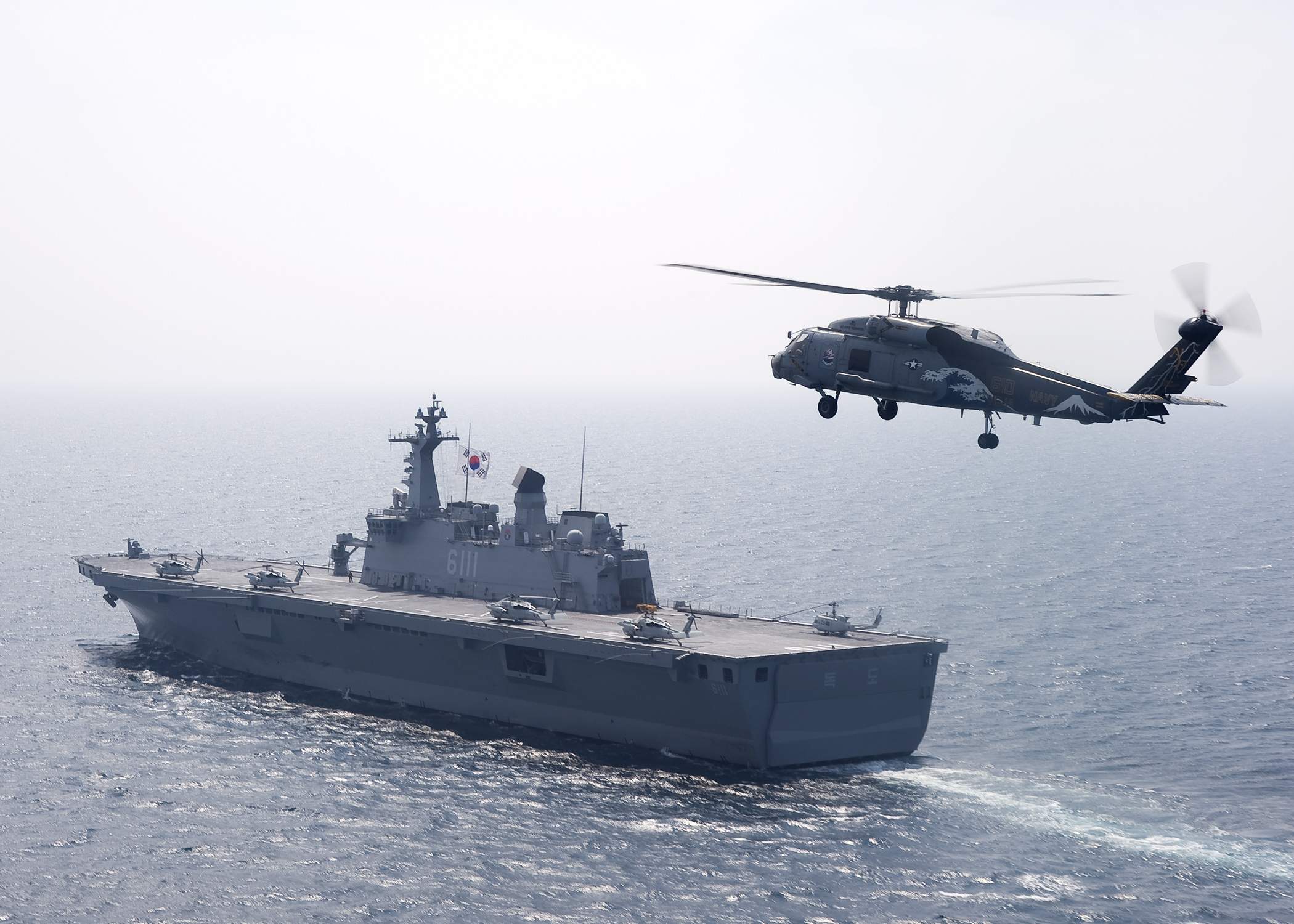
Những tiến bộ vượt bậc trong lĩnh vực công nghệ và công nghiệp của Hàn Quốc cho phép nước này có thể sản xuất các thiết bị quân sự ngày càng tiên tiến

Trong suốt những năm 1960, Hàn Quốc chủ yếu phụ thuộc vào Hoa Kỳ để cung cấp vũ khí cho các lực lượng vũ trang của mình, nhưng sau khi thực hiện chính sách Việt Nam hóa chiến tranh của Tổng thống Nixon vào đầu những năm 1970, Hàn Quốc đã bắt đầu tự sản xuất nhiều loại vũ khí cho riêng mình.
Kể từ những năm 1980, Hàn Quốc hiện sở hữu công nghệ quân sự hiện đại hơn nhiều so với các thế hệ trước, nước này đã tích cực bắt đầu chuyển đổi các lĩnh vực công nghiệp quốc phòng với sự quan tâm đặc biệt đến những nỗ lực quân sự hóa theo định hướng phòng thủ quê hương trước đây sang việc thúc đẩy các thiết bị và công nghệ quân sự như các sản phẩm xuất khẩu chủ đạo để thúc đẩy thương mại quốc tế. Một số dự án xuất khẩu quân sự quan trọng của nước này bao gồm pháo tự hành T-155 Firtina cho Thổ Nhĩ Kỳ; súng trường tấn công K11 cho UAE; tàu chiến tên lửa mục tiêu BNS Bangabandhu cho Bangladesh; hạm đội tàu chở dầu HMAS Sirius cho hải quân Úc, New Zealand và Venezuela; Tàu tấn công đổ bộ Makassar class cho Indonesia; và máy bay huấn luyện siêu thanh hạng nhẹ KT-1 cho Thổ Nhĩ Kỳ, Indonesia và Peru.
Hàn Quốc cũng đã cho thuê ngoài ngành công nghiệp quốc phòng của mình để sản xuất các thành phần cốt lõi cho phần cứng của các khí tài quân sự tiên tiến cho các nước khác. Những phần cứng đó bao gồm dùng trong các máy bay hiện đại như phần khung của máy bay chiến đấu F-15K và trực thăng tấn công AH-64 do Korea Aerospace Industres hợp tác sản xuất với Boeing, các máy bay này sẽ được Singapore sử dụng. Trong các hợp đồng gia công và hợp tác sản xuất lớn khác, Hàn Quốc đã cùng sản xuất hệ thống phòng không S-300 của Nga thông qua tập đoàn Samsung và sẽ tạo điều kiện thuận lợi cho Tổng công ty STX bán các tàu tấn công đổ bộ lớp Mistral cho Nga. Thỏa thuận đã bị hủy bỏ vào năm 2014 do các hành động của Nga ở Ukraine và thay vào đó, các tàu này đã được bán cho Ai Cập. Xuất khẩu quốc phòng của Hàn Quốc đạt 1,03 tỷ đô la trong năm 2008 và 1,17 tỷ đô la vào năm 2009. South Korea's defense exports were $1.03 billion in 2008 and $1.17 billion in 2009.

### Du lịch
Năm 2012, 11.1 triệu khách du lịch nước ngoài đã đến thăm Hàn Quốc, giúp nước này trở thành quốc gia được du khách đến thăm nhiều thứ 20 trên thế giới, tăng so với con số 8,5 triệu du khách vào năm 2010. Gần đây, lượng khách du lịch tăng đột biến, đặc biệt là lượt khách từ các quốc gia Trung Quốc, Đài Loan, Hồng Kông và các nước thuộc khu vực Đông Nam Á tăng mạnh do làn sóng Hàn Quốc (Hallyu) ngày càng phổ biến.
Seoul là điểm đến du lịch chính của du khách; Các điểm du lịch nổi tiếng khác bên ngoài Seoul có công viên quốc gia Seorak-san, thành phố lịch sử Gyeongju và đảo bán nhiệt đới Jeju. 
Vào năm 2014, Hàn Quốc đã đăng cai tổ chức chức giải vô địch Liên Minh Huyền Thoại mùa thứ 4 và sau đó vào năm 2018 là giải vô địch mùa thứ 8.

## Thống kê thương mại
| Quốc gia/Vùng lãnh thổ | Xuất khẩu (triệu USD) | Tỷ trọng |
| ---------------------- | --------------------- | -------- |
| Trung Quốc             | 162.125               | 26,8%    |
| Hoa Kỳ                 | 72.720                | 12,0%    |
| Việt Nam               | 48.622                | 8,0%     |
| Hồng Kông              | 45.996                | 7,6%     |
| Nhật Bản               | 30.529                | 5,1%     |
| Đài Loan               | 20.784                | 3,4%     |
| Ấn Độ                  | 15.606                | 2,6%     |
| Philippines            | 12.037                | 2,0%     |
| Singapore              | 11.782                | 2,0%     |
| Mexico                 | 11.458                | 1,9%     |
| Khác                   | 173.201               | 28,6%    |
| Tổng                   | 604.860               | 100,0%   |

| Quốc gia/Vùng lãnh thổ | Nhập khẩu (triệu USD) | Tỷ trọng |
| ---------------------- | --------------------- | -------- |
| Trung Quốc             | 106.489               | 19,9%    |
| Hoa Kỳ                 | 58.868                | 11,0%    |
| Nhật Bản               | 54.604                | 10,2%    |
| Ả Rập Xê Út            | 26.336                | 4,9%     |
| Đức                    | 20.854                | 3,9%     |
| Úc                     | 20.719                | 3,9%     |
| Việt Nam               | 19.643                | 3,7%     |
| Nga                    | 17.504                | 3,3%     |
| Đài Loan               | 16.738                | 3,1%     |
| Qatar                  | 16.294                | 3,0%     |
| Khác                   | 177.153               | 33,1%    |
| Tổng                   | 535.202               | 100,0%   |

| Quốc gia/Vùng lãnh thổ | Thặng dư (triệu USD) |
| ---------------------- | -------------------- |
| Trung Quốc             | 55.636               |
| Hồng Kông              | 43.999               |
| Việt Nam               | 28.979               |
| Hoa Kỳ                 | 13.852               |
| Ấn Độ                  | 9.722                |
| Philippines            | 8.468                |
| Mexico                 | 6.368                |
| Thổ Nhĩ Kỳ             | 4.791                |
| Đài Loan               | 4.045                |
| Singapore              | 3.808                |
| Khác                   | −110.011             |
| Tổng                   | 69.657               |

| Quốc gia                             | Thâm hụt (triệu USD) |
| ------------------------------------ | -------------------- |
| Nhật Bản                             | −24.075              |
| Ả Rập Xê Út                          | −22.384              |
| Qatar                                | −15.768              |
| Kuwait                               | −11.541              |
| Đức                                  | −11.481              |
| Úc                                   | −11.108              |
| Nga                                  | −10.183              |
| Iraq                                 | −7.658               |
| Các Tiểu vương quốc Ả Rập Thống nhất | −4.699               |
| Chile                                | −2.667               |
| Khác                                 | 191.221              |
| Tổng                                 | 69.657               |

## Mua bán và sát nhập
Kể từ năm 1991, các hoạt động mua bán và sát nhập (M&A) công ty ở Hàn Quốc đã có xu hướng tăng đều đặn cho đến năm 2018 chỉ trong một thời gian ngắn vào khoảng năm 2004. Kể từ năm 1991, khoảng 18.300 M&A ở Hàn Quốc đã được công bố với tổng giá trị lên tới hơn 941 tỷ USD. Năm 2016 là năm có giá trị thương vụ lớn nhất (có giá trị 1.818 tỷ USD) và nhiều thương vụ xảy ra nhất (82,3).
Các ngành công nghiệp mục tiêu được phân bổ rất đồng đều và không có ngành nào chiếm tỷ trọng lớn hơn 10%. Ba ngành mục tiêu hàng đầu là Điện tử (9,7%), Chất bán dẫn (9,1%) và Kim loại và Khai khoáng (7,7%). Tuy nhiên, hơn 51% các công ty mua lại có nguồn gốc từ lĩnh vực tài chính và môi giới.